# Ashé
Ashé (del ruso: Аше́) es un microdistrito perteneciente al distrito de Lázarevskoye de la unidad municipal de la ciudad-balneario de Sochi del krai de Krasnodar del sur de Rusia. 
Está situado en la zona noroeste del distrito, junto a la desembocadura del río Ashé en el mar Negro. Sus principales calles son: Repina, Turitskaya, Goristaya, Jrizantem y Yunosti.

## Historia
Su nombre y el del río deriva de las lenguas abaza y adigué, en las que ashé significa "arma". Otra teoría liga el topónimo a la dinastía principesca abjasa Achba. En tiempos previos a la conquista de estas tierras por el Imperio ruso vivía en ellas la subetnia adigué shapsug.

## Transporte
La localidad cuenta con dos plataformas ferroviarias (Vodopadni y Ashé) en la línea Tuapsé-Sujumi del ferrocarril del Cáucaso Norte, inaugurada en 1951. Inmediatamente al norte, sobre el curso del Ashé se conserva un puente diseñado por el ingeniero Vladímir Shújov. La carretera federal M27 bordea por el norte la zona principal del microdistrito.

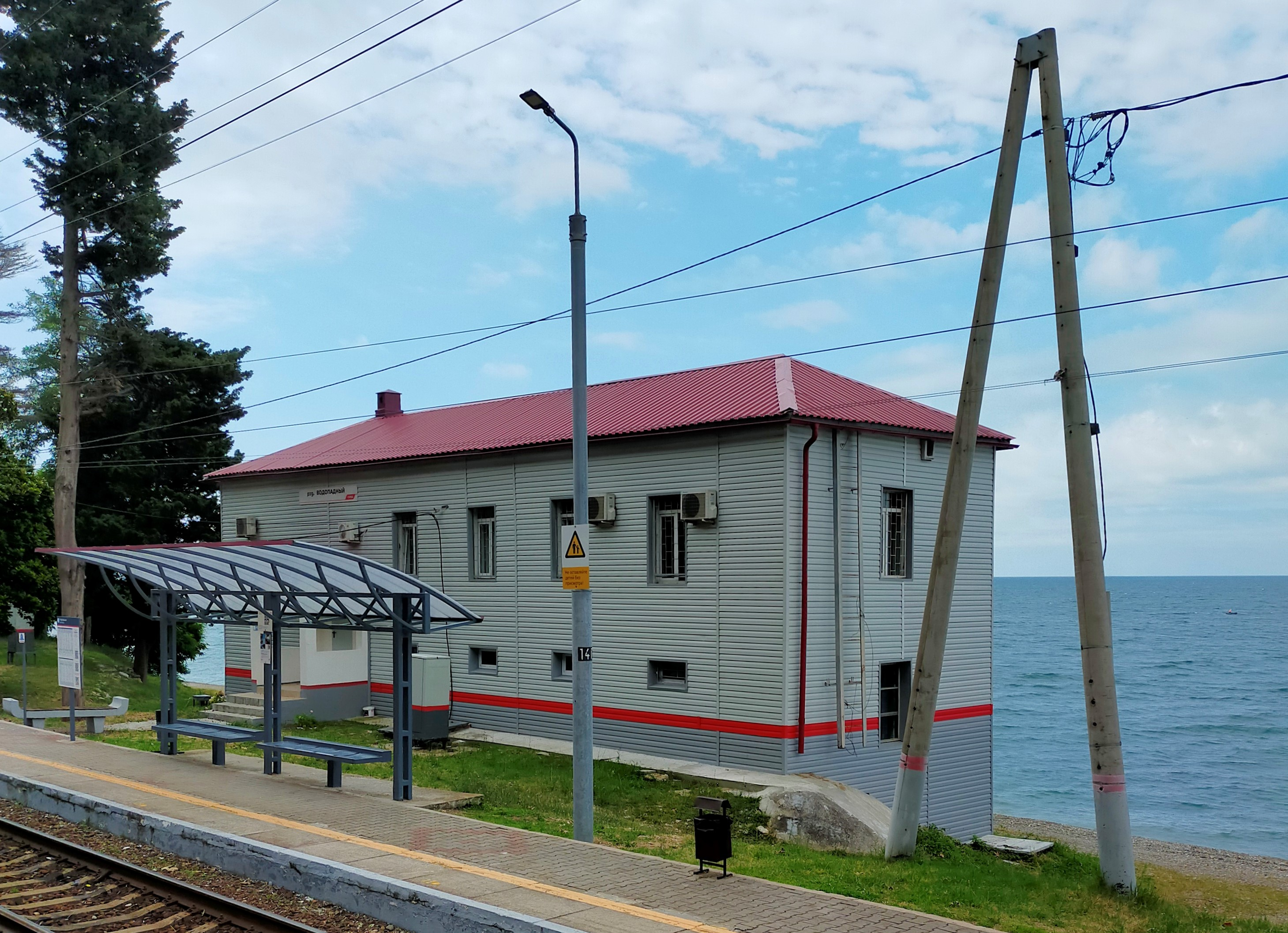
Plataforma ferroviaria Vodopadni